# Тошевці
Тошевці (болг. Тошевци) — село в Болгарії. Розташоване у Видинській області, входить до складу громади Грамада. Населення становить 195 чоловік.

## Політична ситуація
У місцевому кметстві Тошевці посаду кмета (старости) виконує Маргарита Тодорова Велкова (ЗНС).
Кмет (мер) громади Грамада — Ніколай Любенов Гергов (НРСП).

## Відомі уродженці
- Живко Живков — болгарський політик.
- Петро Младенов — болгарський політик.

### Карти
- bgmaps.com[недоступне посилання з липня 2019]
- emaps.bg[недоступне посилання з червня 2019]

| Болгарія | Це незавершена стаття з географії Болгарії. Ви можете допомогти проєкту, виправивши або дописавши її. |